# Libáň
Libáň är en stad i Tjeckien.   Den ligger i regionen Hradec Králové, i den centrala delen av landet, 60 km nordost om huvudstaden Prag. Libáň ligger 242 meter över havet och antalet invånare är 1 648.
Terrängen runt Libáň är platt. Runt Libáň är det ganska tätbefolkat, med 56 invånare per kvadratkilometer. Närmaste större samhälle är Jičín, 11,8 km nordost om Libáň. Trakten runt Libáň består till största delen av jordbruksmark.